# Darth Vader
Darth Vader (Tatooine, 41 ABY-Estrella de la Muerte, 4 DBY) es un personaje de ficción en la franquicia de Star Wars. Fue presentado por primera vez en la trilogía cinematográfica original como uno de los líderes del Imperio Galáctico. En la trilogía de la precuela, se narra cómo el caballero Jedi Anakin Skywalker pasa a transformarse en el lord Sith Darth Vader. 
Su metamorfosis comienza cuando es atraído al lado oscuro de la fuerza por el Canciller Palpatine, quien luego se convierte en Emperador. Después de una batalla de sables de luz con su antiguo mentor Obi-Wan Kenobi, Vader resulta gravemente herido y se transforma en un cíborg. Sirve a Palpatine durante más de dos décadas, persiguiendo a los Jedi restantes e intentando aplastar a la Alianza Rebelde. Cuando Palpatine intenta matar al hijo de Vader, Luke Skywalker, el Lord Sith se vuelve contra su maestro y lo destruye. Vader es el esposo de Padmé Amidala, el padre de Luke y su hermana gemela Leia Organa.
El personaje fue creado por George Lucas y ha sido retratado por numerosos actores. Sus apariciones abarcan las primeras seis películas de Star Wars, así como Rogue One, y su personaje está fuertemente referenciado en Star Wars: Episodio VII - El despertar de la Fuerza. También es un personaje importante en el universo expandido de Star Wars de series de televisión, videojuegos, novelas, literatura y cómics. Darth Vader se ha convertido en uno de los villanos más emblemáticos de la cultura popular, y ha figurado entre los más grandes villanos y personajes ficticios de la historia.
Vader a pesar de ser de una maldad tan pura, aún conserva sus sentimientos a su fallecida esposa Padmé Amidala, como después a su hijo Luke. También tiene una extraña y desconocida obsesión por el orden y en menor medida la justicia en la galaxia sea por intenciones benévolas o lo contrario. Al principio de llevar su armadura biónica odiaba su personalidad de Darth Vader tanto como la armadura propia hasta el punto de dudar si había elegido un camino correcto, aunque después unos cinco años después de la fundación del Imperio Galáctico acepta la retorcida ideología  del lado oscuro de La Fuerza hasta el punto de aceptar su armadura y purgar casi todo lo que quedaba de su luz interior.

"No, yo soy tu padre."
Darth Vader a Luke Skywalker en el El Imperio contraataca

## Biografía ficticia

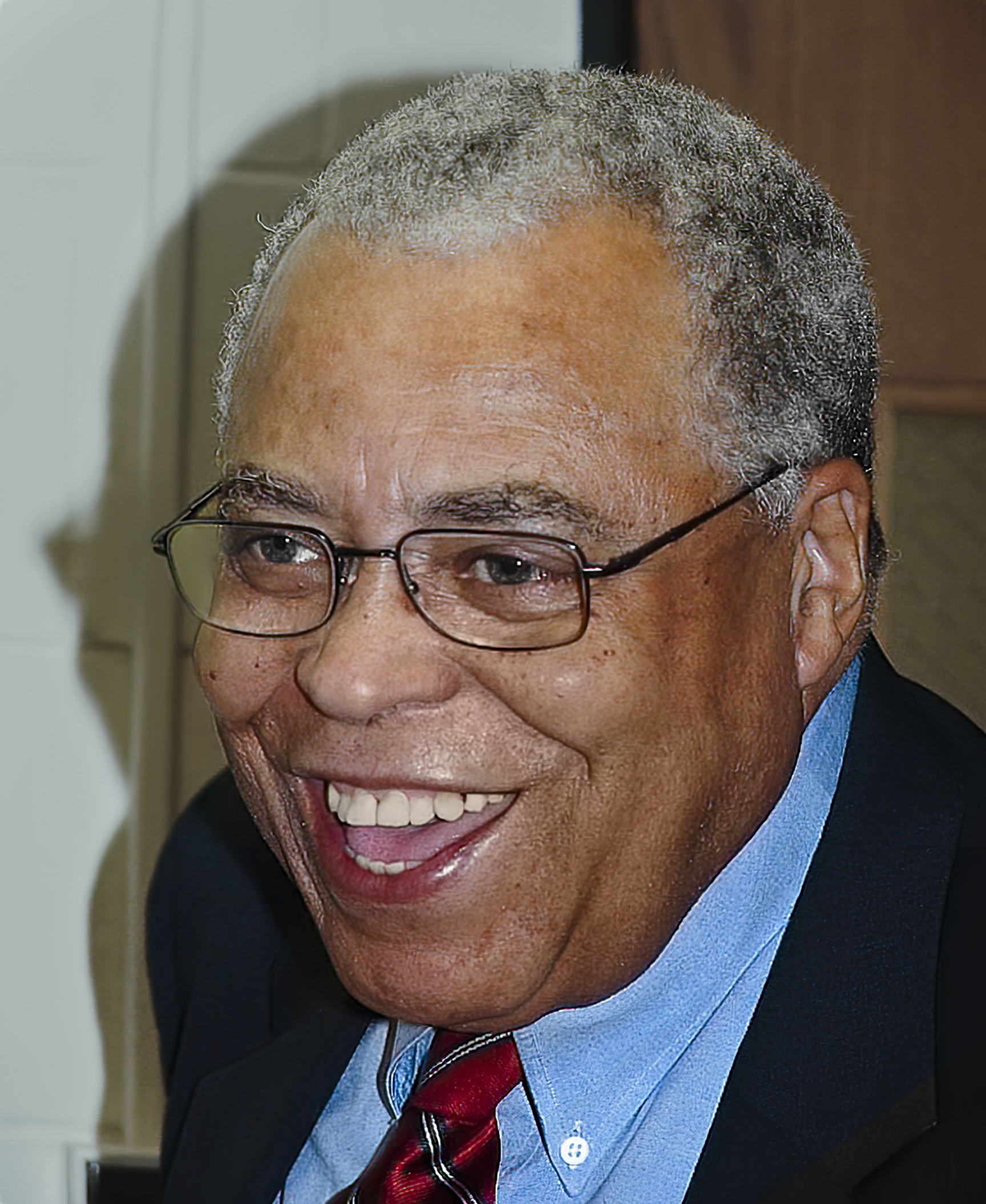
James Earl Jones fue el actor que puso la voz a Darth Vader en Star Wars en versión original.

Anakin Skywalker nace en el planeta Tatooine, siendo hijo de Shmi Skywalker y de padre desconocido. Tanto Anakin como su madre son esclavos de Watto, un alienígena chatarrero. El joven destaca pronto como inventor, ser un hábil piloto y la fuerza detectada en él.

Durante su infancia, conoce al jedi Obi-Wan Kenobi, quien se convierte en su mejor amigo y quien le entrena como jedi. Tras una misión, Anakin conoce a Padmé Amidala, la princesa del planeta Naboo y senadora de la república galáctica, de la que se enamora perdidamente y con la que, contraviniendo las reglas jedi, termina casándose.
Durante su juventud, Anakin, convertido ya en padawan de Obi Wan Kenobi, participa activamente en las Guerras Clon, que se mantendrán hasta su madurez, convertido ya en un jedi de pleno derecho.

Posteriormente, Anakin descubre que su esposa, Padmé, está embarazada, pero comienza a tener horribles pesadillas, en las que ve como esta muere. Por otro lado, el joven jedi se acerca cada vez más al Canciller Palpatine, quien es un Sith encubierto y quien lo acabará arrastrando al lado oscuro. 

Tras su caída, adopta el nombre de Darth Vader y acaba enfrentándose a su maestro, Kenobi, quien, tras una gran pelea de espadas láser, mutila al joven y lo abandona a su suerte en el planeta Mustafar, donde termina malherido y calcinado en la lava. 

Posteriormente, Anakin es recogido por Palpatine, quien ha suspendido el consejo de la república y proclamado emperador, y quien le aplica medicina Sith, recuperando sus extremidades y convirtiéndolo en su aprendiz. Padme da a luz a gemelos, pero muere en el parto. Los bebés son ocultados por Obi Wan (El niño con la familia Skywalker y la niña con el senador Bail Organa) y Anakin ignora que los niños han sobrevivido.

Veinte años más tarde, Vader descubre que su hijo sobrevivió y que es el líder de la resistencia imperial. Vader trata de arrastrar a su hijo al lado oscuro, infructuosamente, ignorando que este tiene una hermana gemela, que Padme no tuvo un hijo, sino dos, que fueron separados tras su caída. 

Finalmente, tras años de lucha contra la rebelión encabezada por sus dos hijos, (Luke Skywalker y Leia Organa), Vader conduce al joven  Luke ante el emperador con la intención de lograr su caída al lado oscuro. Tras una batalla con espadas láser en la que Luke derrota a su padre, el emperador le ordena que lo mate, a lo que Luke se niega. Este, en represalia, trata de matar a Luke, haciendo que Vader reaccione finalmente, agarrando al emperador y asesinándolo y haciendo que regrese Anakin de nuevo.
Malherido, Anakin es consciente del final de su vida, y le pide a su hijo que le quite el casco que ha llevado durante más de veinte años para poder verle con sus propios ojos. Tras cumplir su última voluntad, Anakin, siendo de nuevo el glorioso y valiente Jedi de su juventud, muere, al fin, en paz.

## Creación y desarrollo

### Concepto
En el primer borrador de Star Wars, el general alto y sombrío "Darth Vader" ya estaba cerca de su versión final, y el protagonista "Anakin Starkiller" tuvo un papel similar a Luke Skywalker, siendo el hijo de 16 años de un respetado guerrero. Este primer guion acabó convertido posteriormente en un cómic, bajo el título de "The Star Wars". 
Después del éxito de la primera película (1977), el creador de la serie George Lucas contrató a la escritora de ciencia ficción Leigh Brackett para escribir la secuela con él. Realizaron conferencias y, a finales de noviembre de 1977, Lucas había producido un manuscrito. El tratamiento era similar a la película final, excepto que Vader no revela que él es el padre de Luke. En el primer borrador que Brackett escribiría que el padre de Luke aparece como un fantasma para instruirlo. Él estaba decepcionado con el guion, pero Brackett murió de cáncer antes de que pudiera discutirlo con ella. Sin escritor disponible, Lucas tuvo que escribir el siguiente borrador. En este borrador, hizo uso de un nuevo giro de la trama: Vader afirmando ser el padre de Luke. Según Lucas, encontró este proyecto agradable de escribir, en contraposición a las luchas de un año de escribir la primera película.
El nuevo elemento de la trama tuvo efectos drásticos en la serie. Michael Kaminski argumenta en su libro que es improbable que el punto de la trama haya sido considerado seriamente antes de 1978 y que la primera película estaba operando claramente bajo una historia alternativa donde Vader era un personaje separado del padre de Luke. Después de escribir el segundo y el tercer borrador en los que se introdujo el punto de la trama, Lucas revisó la nueva historia que había creado: Anakin había sido el brillante alumno de Obi-Wan Kenobi y tenía un hijo llamado Luke, pero fue dominado por Palpatine. Anakin luchó contra Kenobi en el sitio de un volcán y fue herido gravemente, pero fue renacido entonces como Vader. Mientras tanto, Kenobi ocultó a Luke en Tatooine mientras la República Galáctica se convirtió en el tiránico Imperio Galáctico y Vader sistemáticamente cazó y mató a los Jedi. Este cambio de carácter proporcionaría un trampolín para la historia de la "Tragedia de Darth Vader", que subyace a la trilogía de la precuela.

### Retrato
Darth Vader fue retratado por el culturista David Prowse, y por el doble de riesgo Bob Anderson durante las intensas escenas de lucha del sable de luz del personaje. Originalmente, Lucas pretendía que Orson Welles doblara a Vader (luego de rechazar la voz de Prowse debido a su acento inglés). Después de decidir que la voz de Welles sería demasiado reconocible, lanzó al menos conocido James Earl Jones en su lugar. Jones inicialmente sintió que sus contribuciones a las películas eran demasiado pequeñas para justificar el reconocimiento y su papel fue sin acreditar a su solicitud hasta el lanzamiento de El Retorno del Jedi (1983). El personaje también ha sido doblado por Scott Lawrence y Matt Sloan para varios videojuegos.
Hayden Christensen y Gene Bryant retratan alternativamente a Vader en La Venganza de los Sith. Durante la producción de La venganza de los Sith, Christensen le preguntó a Lucas si un traje especial podría ser construido para adaptarse a su propio cuerpo, en lugar de tener un actor diferente. Brock Peters dio la voz de Darth Vader en la serie de radio NPR / USC. Tanto Spencer Wilding como Daniel Naprous interpretaron a Vader en Rogue One: una historia de Star Wars (2016), con Jones interpretando su papel como la voz del personaje.

### Diseño
Vader aparece inicialmente en la trilogía original con un traje blindado negro, que se basaba en la armadura utilizada por los samurái japoneses. La máscara de Vader fue diseñada originalmente por Ralph McQuarrie como parte del traje espacial de Vader y no pretende ser parte del traje regular. Bryan Muir esculpió el traje de Vader basado en el diseño de McQuarrie.
El sonido del respirador de la mascarilla del personaje está registrado en la Oficina de Patentes y Marcas de Estados Unidos bajo la Marca Registrada # 77419252 y se describe oficialmente en la documentación como "El sonido de la respiración humana mecánica rítmica creada respirando a través de un regulador de tanque de buceo".

## Apariciones
Darth Vader aparece como tal en seis  de las nueve películas de acción en vivo de Star Wars y de la película de animación The Clone Wars y el spin-off con el mismo nombre. Él tiene un papel recurrente en el universo expandido de Star Wars.

### Películas

#### Trilogía original
Darth Vader aparece por primera vez en la película original de Star Wars de 1977 como un cíborg despiadado que sirve al Imperio Galáctico. Se le encarga, junto con el gobernador Imperial Wilhuff Tarkin, recuperar los planos secretos de la Estrella de la Muerte, que fueron robados por la Alianza Rebelde. Vader captura y tortura a la Princesa Leia Organa, quien ha ocultado los planos dentro del droide R2-D2 y lo envió para encontrar al Jedi Obi-Wan Kenobi en el planeta Tatooine. Durante el rescate de Leia, Vader enfrenta a Obi-Wan en un duelo de sable de luz. Después de haber colocado un dispositivo de seguimiento a bordo del Halcón Milenario, Vader es capaz de rastrear la base de los Rebeldes en el planeta Yavin 4. Durante el ataque de los Rebeldes contra la Estrella de la Muerte, Vader intenta derribar a la nave de Luke Ala-X, pero Han Solo interviene y envía la nave de Vader en espiral fuera del curso, permitiendo que Luke destruya la Estrella de la Muerte.
En El Imperio Contraataca, Vader se obsesiona con encontrar a Luke y lidera el ataque imperial a la base rebelde en Hoth, pero los Rebeldes escapan. Mientras conversa con el Emperador, Vader le convence de que Luke sería valioso para el Imperio si pudiera ser convertido al lado oscuro de la Fuerza. Vader contrata a un grupo de cazadores de recompensas para que sigan a Luke y a sus amigos, y negocia con el administrador de Bespin, Lando Calrissian, que les prepare una trampa para que Luke los siga. Después Han, Leia, Chewbacca y C-3PO llegan. Vader tortura a Han y lo congela en carbonita, y luego se lo da al cazador de recompensas Boba Fett. Cuando Luke llega, es derrotado por Vader en un duelo de sables de luz, cortando la mano de su oponente. Vader le dice a Luke que él es su padre y le pide a Luke que lo ayude a derrocar al emperador para que puedan gobernar la galaxia juntos. Horrorizado, Luke cae a través de un pozo de aire y se escapa. Vader telepáticamente le dice a Luke que es su destino unirse al lado oscuro.
En El Regreso del Jedi, Vader y el emperador están supervisando la construcción de la segunda Estrella de la Muerte. Desconocido para Vader, el emperador tiene la intención de reemplazarlo con Luke como su aprendiz. Habiendo creído que todavía hay bien en su padre, Luke se rinde a Vader con la esperanza de que pueda ser redimido. Vader lleva a Luke al Emperador a bordo de la Estrella de la Muerte. Mientras que allí, el emperador implora a Luke para que se una al lado oscuro apelando al miedo del joven Jedi. Dándose cuenta de que Leia es la hermana gemela de Luke, Vader amenaza con convertirla en el lado oscuro si Luke no se somete. Furioso, Luke ataca a Vader y corta la mano robótica de su padre. El emperador manda a Luke matar a Vader y ocupar su lugar. Luke se niega y el Emperador lo tortura. Movido por las súplicas de ayuda de Luke, Vader lanza al Emperador por el núcleo del reactor de la Estrella de la Muerte hasta su muerte; es herido mortalmente por los relámpagos del emperador en el proceso. Después de pedirle a Luke que le quite la máscara, el redimido Anakin Skywalker le dice a su hijo que había algo bueno en él después de todo antes de morir. Luke escapa de la Estrella de la Muerte con los restos de su padre, y ceremonialmente los quema en una pira. El espíritu de Anakin se reúne con los de Obi-Wan y Yoda para vigilar a Luke y a sus amigos mientras los Rebeldes celebran la destrucción de la Estrella de la Muerte y la caída del Imperio Galáctico.

#### Precuelas

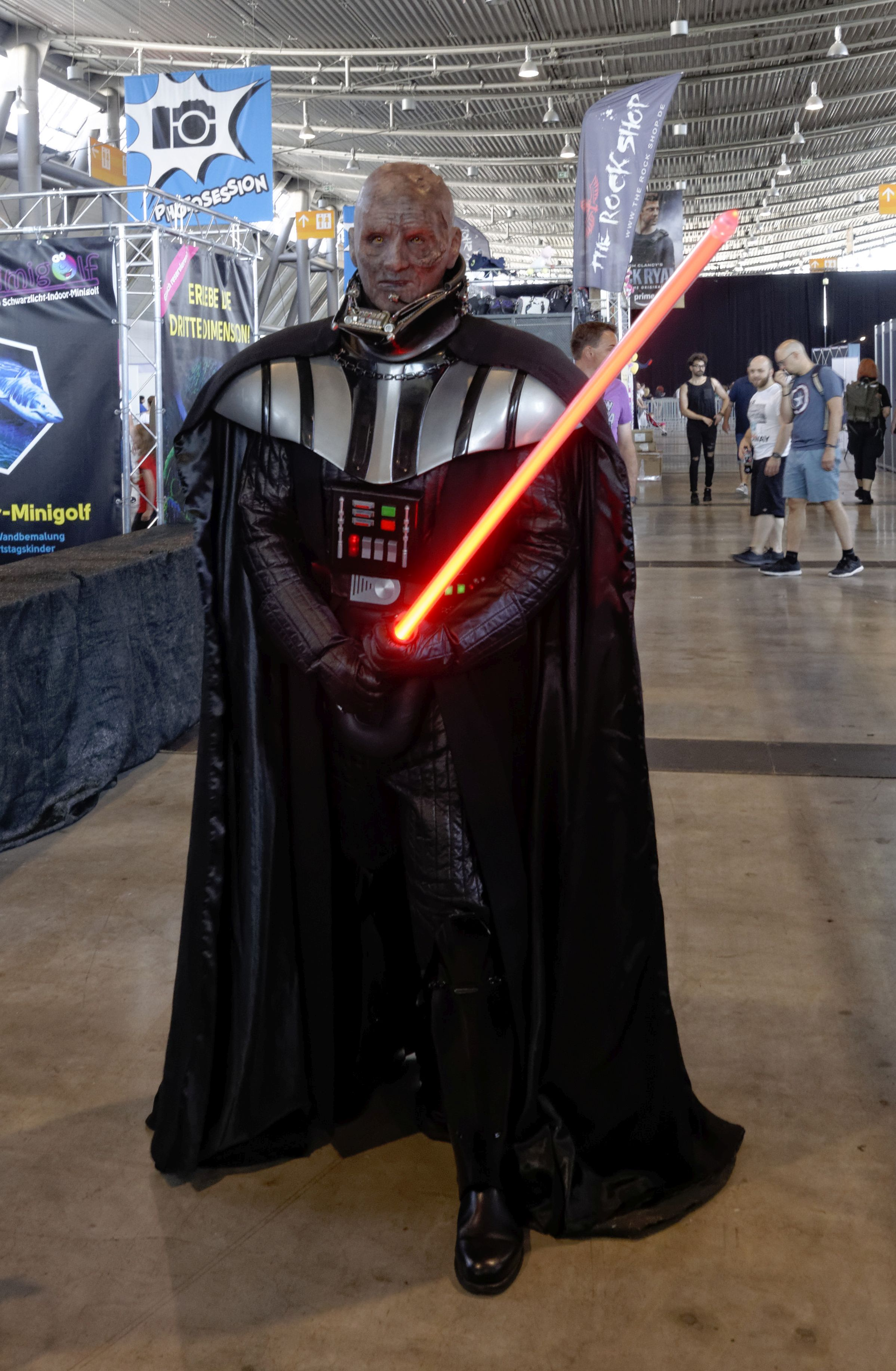
Darth Vader sin máscara.

Vader solo aparece como tal a finales de la tercera película, La venganza de los Sith, ambientada tres años después del Ataque de los Clones. En los minutos finales, luego de un largo y feroz duelo de sable de luz, Obi-Wan derrota a Vader (en su forma de Anakin Skywalker), cortando sus piernas y brazos y dejándolo en la orilla de un río de lava donde es horriblemente quemado. Palpatine encuentra a Vader y lo lleva de regreso a Coruscant, donde el cuerpo mutilado de su aprendiz es tratado y cubierto en un traje blindado negro. Cuando Vader pregunta por Padmé, Palpatine le explica que mató a su esposa en su ira; Vader grita en agonía, con su espíritu roto. Al final de la película, Vader supervisa la construcción de la primera Estrella de la Muerte junto a Palpatine y Wilhuff Tarkin.

#### Rogue One
En esta película, Vader se reúne con el ingeniero de armas imperial Orson Krennic, que le pide una audiencia con el emperador con respecto al robo de los planos técnicos de la Estrella de la Muerte. Vader se niega y usa la Fuerza para estrangularlo como una forma de ponerlo en su lugar y por faltarle el respeto. Al final de la película, Vader mata a varios soldados rebeldes intentado recuperar los planos. Sin embargo, el buque de bloqueo de Alderaan Tantive IV (que fue atrapado en la Profundidad) escapa con los planos, preparando el escenario para los eventos de Una Nueva Esperanza.

#### Películas de realidad virtual
En la Celebración de Star Wars de 2015, se anunció que David S. Goyer está ayudando a desarrollar una película de realidad virtual basada en Darth Vader. Se dice que el público será capaz de caminar, recoger, empujar y abrir las cosas, e incluso podría tener algún efecto en la historia.

#### Trilogía de secuelas
En "El Despertar de la Fuerza", Kylo Ren aparece idolatrando al casco quemado de Vader. 
En el episodio VIII, Snoke revelará que busca a un nuevo Vader en Ren. También Snoke posee un anillo con una piedra proveniente del castillo de Vader en Mustafar.
En "El Ascenso de Skywalker", Palpatine usa las voces de Snoke y Vader para hacer ver a Ren que estaba siendo manipulado por Palpatine. También vuelve su casco carbonizado, cuyo destino es incierto ya que después de que cayera a Kijimi no se sabe que pasa con él.

### Series de televisión

#### Rebels(2014-2018)
Darth Vader es un personaje recurrente en la primera temporada de Star Wars Rebelsque tiene lugar 14 años después de que La Guerra de los Clones concluyera. Vader lidera un escuadrón de inquisidores imperiales sensibles a la Fuerza que están buscando y matando activamente a los Jedi restantes y a los niños sensibles a la Fuerza. En el final de la primera temporada, Vader descubre que Ahsoka se ha unido a la Alianza Rebelde, y el Emperador ordena cazarla.
En la segunda temporada, Ahsoka se siente abrumada al reconocer a Anakin bajo "una capa de odio" en Darth Vader. Más tarde en la temporada, Ahsoka tiene una visión en la que Anakin la culpa por permitirle caer al lado oscuro. En el final de la temporada, Ahsoka tiene un duelo con su antiguo maestro dentro de un templo Sith, permitiendo a sus amigos escapar de Vader y de la destrucción del templo. Al concluir el episodio, Vader se escapa de las ruinas del templo. Filoni dijo que fue "una decisión elegida" no contar con Vader para la tercera temporada.

#### Obi-Wan Kenobi (2022-)
Darth Vader aparece como el antagonista principal de la serie teniendo su primera aparición desde el primer episodio conectado a su tanque de bacta. Cronológicamente han pasado 10 años desde los sucesos del episodio III. Aquí se muestra al sith siendo el líder de los inquisidores, agentes al servicio del imperio que se dedican a  cazar Jedis supervivientes y capturar sensibles a la fuerza. La serie da un vistazo a la vida personal de Vader, se muestra como debido a las terribles quemaduras y heridas del combate en Mustafar que tuvo con su antiguo maestro lo dejaron en un estado de salud crítico y como este se recupera en un tanque de bacta y al terminar la sesión debe ser ensamblado por varias máquinas a su armadura mostrando los diversos implantes que tienen en su cuerpo. Hayden Christensen vuelve a interpretar a Vader tanto en las escenas donde se le muestra sin su icónica armadura como en los flashbacks recordando su juventud siendo un padawan con su maestro Obi Wan. 

### Cómics
En 2015, Marvel lanzó una serie de 25 números llamada Darth Vader (2015), que se centró en el personaje principal después de la destrucción de la Estrella de la Muerte, así como su vida después de enterarse de la existencia de su hijo. La serie sucede paralelamente a la serie cómica Star Wars (2015) y tiene un cross-over con él titulado Vader Down.
Una segunda serie llamada exactamente Darth Vader (2017), será escrita por Charles Soule, y comenzará segundos después de que Vader, se despierte por primera vez en su traje negro y grita "¡¡¡¡Noooooo!!!!". Al final de la película La venganza de los Sith, la serie se centrará en explorar la reacción del personaje titular a la muerte de Padmé, su ajuste a su traje mecánico, cómo crea su sable rojo, así como cómo caza a los Jedi sobrevivientes de la Orden 66, y el comienzo del programa Inquisitor mostrado en la serie animada Star Wars Rebels.

### Literatura canónica de Star Wars
Star Wars: Los Señores de los Sith fue una de las primeras cuatro novelas canónicas lanzadas en 2014 y 2015. En Los Señores de los Sith, Vader y Palpatine se encuentran cazados por revolucionarios en el planeta Twylar Ryloth.

### Star Wars Legends
En abril de 2014, la mayoría de las novelas y cómics licenciados de Star Wars producidos desde la primera película de Star Wars en 1977 fueron nombrados por Lucasfilm como Star Wars Legends y declarados no canónicos a la franquicia.

#### Literatura
En la trilogía The Dark Nest (2005), Luke y Leia descubren viejas grabaciones de sus padres en la unidad de memoria de R2-D2; por primera vez, ven su propio nacimiento y la muerte de su madre, así como la corrupción de su padre al lado oscuro. En Bloodlines (2006), Han y el hijo de Leia, Jacen, que se ha vuelto al lado oscuro, usan la Fuerza para "ver" a Darth Vader matar a los niños en el Templo Jedi.
Vader también aparece en una serie de libros infantiles de niños de Jeffrey Brown. En la serie de Brown, un Vader algo desafortunado se propone ser un padre para un joven Luke y Leia, con algunas escenas directamente basadas en sus contrapartes más oscuras (por ejemplo, una escena muestra Vader, Luke y Leia en la cámara de congelación de carbonita en Bespin, con Vader utilizando el congelador adecuado para hacer helado).

#### Cómics
Vader aparece en varios libros de historietas como en los cómics de Dark Horse Star Wars Tales y la serie de Marvel Comics Star Wars (1977-1986).

### Videojuegos
Darth Vader y Anakin Skywalker aparecen en una variedad de videojuegos como la serie Lego Star Wars y la serie de Battlefront. Vader juega un papel central en Star Wars: El Poder de la Fuerza (2008). Es un personaje jugable en el primer nivel del juego, donde él y sus ejércitos invaden Kashyyyk para cazar a un Jedi que había sobrevivido a la destrucción de la Orden. Vader mata a los Jedi y secuestra al joven hombre sensible a la Fuerza, a quien él plantea como su aprendiz secreto, Starkiller. Vader envía a Starkiller en varias misiones a través de la galaxia, con un objetivo final de asesinar a Palpatine para que Vader pueda gobernar la galaxia. Hacia el final del juego, sin embargo, se revela que Vader no planea derrocar a Palpatine en absoluto; sólo está usando a su aprendiz para exponer a los enemigos del Imperio. En el clímax del juego, el jugador elige entre atacar a Palpatine para ayudar a sus amigos rebeldes a escapar de la Estrella de la Muerte o matar a Vader para convertirse en el nuevo aprendiz del Emperador. También aparece en la secuela Star Wars: El Poder de la Fuerza II como el jefe final. Darth Vader es un personaje jugable en el videojuego de lucha Soulcalibur IV.

### Otros
Vader aparece en Star Tours - Las aventuras continúan. Vader es presentado como un combatiente en la popular serie "Las Batallas de la Muerte", en la que se encuentra enfrentado contra el villano de Marvel Comics Doctor Doom. Pierde la pelea debido al armamento y habilidades superiores de Doom.

## Impacto cultural

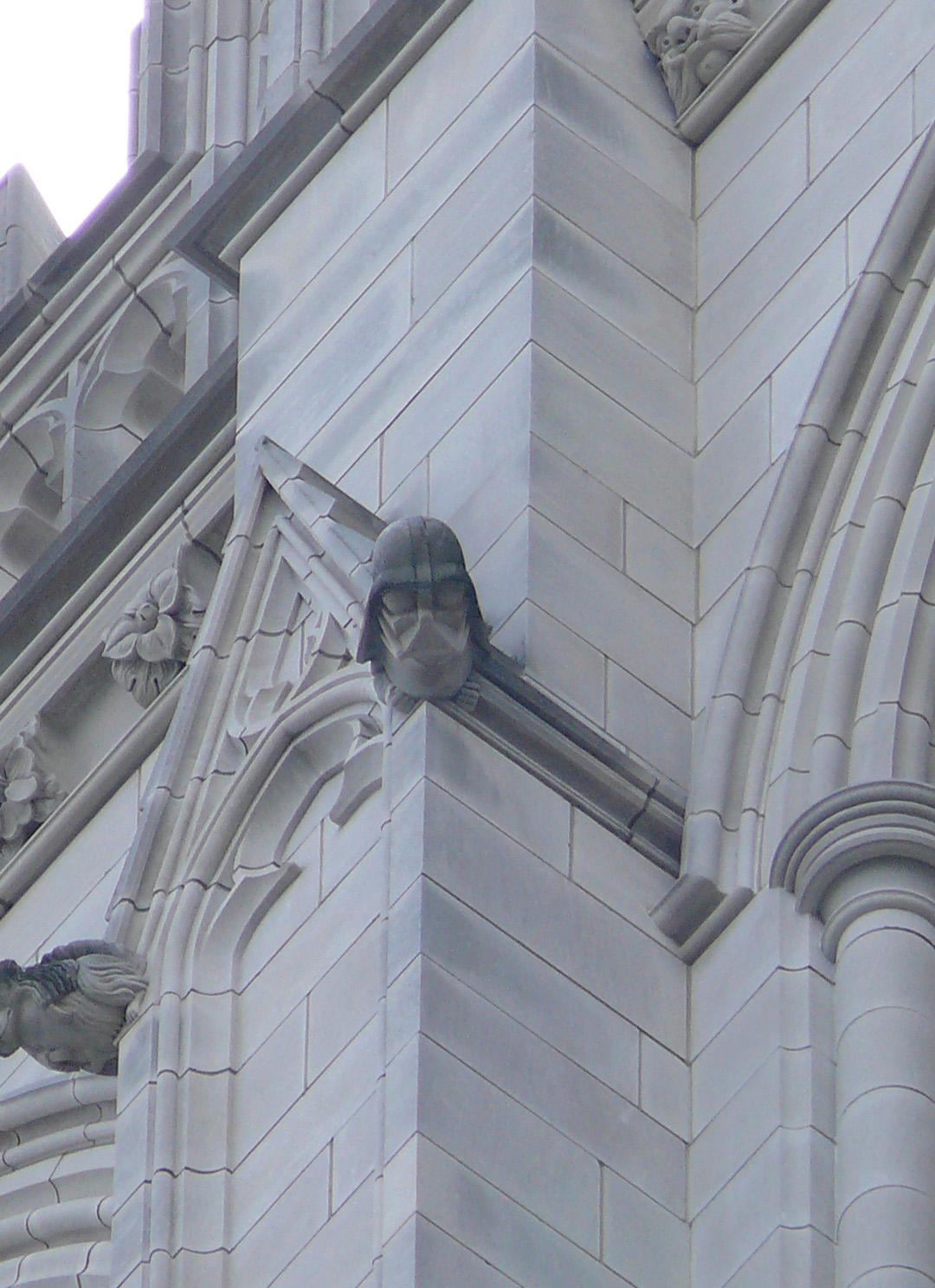
El grutesco de Darth Vader esculpido en la Catedral nacional de Washington.

El estatus icónico de Darth Vader ha convertido al personaje en un sinónimo del mal en la cultura popular. El escarabajo Agathidium vaderi es nombreado así debido a Vader, y varios globos se comparan regularmente con su figura. Un grutesco se cierna sobre la cara este de la Catedral nacional de Washington. Durante la temporada 2007-08 de la NHL, el mariscal de los Ottawa Senators, Martin Gerber, se presentó con una máscara negra, por lo que aficionados llamaron "Darth Gerber". En 2015, una estatua de Lenin en Odesa, Ucrania, se convirtió en una de Darth Vader debido a una ley en contra del comunismo.
Muchos comentaristas y comediantes también han evocado su rostro para satirizar a políticos y otras figuras públicas, y varias figuras políticas estadounidenses han sido comparadas infructuosamente con el personaje. En 2005, Al Gore se refirió a John C. Malone del Tele-Communications Inc. como el "Darth Vader del cable", y el estratega político Lee Atwater era conocido por sus enemigos políticos como "el Darth Vader del Partido Republicano".
El 22 de junio de 2006, el vicepresidente estadounidense Dick Cheney se refirió a sí mismo como el Darth Vader de la administración Bush. Al discutir la filosofía de la administración sobre la recolección de inteligencia, dijo a John King de CNN: "Significa que tenemos que ser capaces de ir y capturar o matar a las personas que están tratando de matar a los estadounidenses. Y supongo que a veces las personas miran mi comportamiento y dicen: "Bueno, él es el Darth Vader de la administración". Jon Stewart se puso un casco de Darth Vader para dirigirse a Dick Cheney como un "espíritu afín" en "The Daily Show" el 25 de enero de 2007. La esposa de Cheney, Lynne, presentó a Stewart con una figura de acción de Darth Vader en su presentación en la demostración del 10 de octubre de 2007. Tanto Stewart como Stephen Colbert ocasionalmente se refieren a Cheney como "Darth Cheney". En el dibujo animado satírico "Pequeño Bush", el padre de Dick Cheney es retratado como Darth Vader. En su campaña presidencial el 19 de septiembre de 2007, Hillary Clinton también se refirió a Cheney como Darth Vader. En la cena de la Asociación de Corresponsales de Radio y Televisión de Washington 2008, Cheney bromeó diciendo que su esposa Lynne le dijo que la comparación de Vader lo "humanizaba". George Lucas dijo al columnista de The New York Times Maureen Dowd, sin embargo, que Cheney es más parecido al emperador Palpatine, y que un mejor sustituto de Vader sería George W. Bush. Un número de Newsweek hizo referencia a esta cita y comparó a Bush y Cheney con Vader y Palpatine, respectivamente, en un artículo satírico que compara a políticos con varios personajes Star Wars y Star Trek.
Muchas películas y series de televisión han rendido homenaje a Darth Vader. Marty McFly en Regreso al Futuro (1985), vestido con un traje de radiación y se llama a sí mismo "Darth Vader del planeta Vulcano" para convencer a su padre del pasado de que la invite a su madre a un baile. Rick Moranis interpreta a "Dark Helmet" en la parodia de Star Wars Spaceballs (1987). En Persiguiendo a Amy (1997), Hooper X habla en una convención cómica sobre Darth Vader siendo una metáfora de cómo el género de ciencia ficción trata a los negros; Se siente especialmente ofendido de que Vader, el "hermano más negro de la galaxia", se revele a sí mismo como un "viejo blanco débil y crujiente" al final del Retorno del Jedi. El personaje también fue parodiado en la película de dibujos animados Nickelodeon La vida moderna de Rocko en el episodio "Golpista a la Fuerza". En otro dibujo de Nickelodeon, Jimmy Neutrón, la línea infame de Darth Vader, "Yo soy tu padre", fue mencionada en el mini-episodio "New Dog, Old Tricks". La línea también fue aludida en Toy Story, una franquicia cinematográfica también propiedad de Disney.
El personaje ha ganado mucha recepción positiva como un villano clásico. Darth Vader ocupó el segundo lugar en la lista de 2008 de The 100 Greatest Movie Characters de la revista Empire. La revista Premiere también clasificó a Vader en su lista de Los 100 mejores personajes cinematgráficos de todos los tiempos. En su lista de los 100 personajes de ficción más grandes, Fandomania.com clasificó a Vader en el número 6. Darth Vader también fue el supervillano N.º 1 de la serie de Bravo "Ultimate Super Heroes, Vixens y Villains". Además, la cita de Darth Vader en El Imperio Contraataca - "No, yo soy tu padre" (a menudo mal citado como "Luke, soy tu padre" ), - es una de las citas más conocidas en la historia del cine. La línea fue seleccionada como uno de los 400 nominados para los 100 años del American Film Institute 100 años... 100 frases, con una lista de las mejores citas de películas estadounidenses. Vader recibió el reconocimiento Ultimate Villain en los Scream Awards de 2011.
En 2010, IGN clasificó a Darth Vader en el puesto 25 de los "Top 100 villanos de videojuegos".
En Ucrania, el Partido de Internet de Ucrania regularmente permite que personas nombradas como Darth Vader tomen parte en las elecciones.
En 2015, la boyband surcoreana EXO, sacó su canción titulada Lightsaber, de la película Star Wars: Episodio VII - El despertar de la fuerza, en colaboración con SM Entertainment y Walt Disney, sacada el 11 de noviembre, junto con su video musical, quienes participan los integrantes Baekhyun, Kai y Sehun. La canción también fue acompañada en el álbum de invierno 2015, Sing For You, en versión original y en versión china y en ese mismo año el 19 de diciembre fue sacada su misma canción en versión japonesa. En el inicio de la canción se escucha la máscara de Darth Vader.
En 2025, en el videojuego llamado Fortnite se realizó una nueva temporada dedicada a Star Wars, en esta se agregó como enemigo a Darth Vader, pero lo curioso sobre este enemigo fue que todos sus diálogos estaban hechos por IA, la cual le podrías realizar preguntas de cualquier tipo y te las podía responder o no, se le realizó una pregunta algo curiosa, la cual fue "¿Lord Vader what is your favorite Pokémon?" A lo que el respondió "si tuviera que elegir un Pokémon, eligiria uno que represente el poder y Control, al igual que el, por lo que eligió a Mewtwo"

## Actores, voces y doblajes
| Actor                                                                                                   | Episodios |
| --- | --- |
| David Prowse                                                                                            | En los episodios IV - Una nueva esperanza, V - El Imperio Contraataca y VI - El Retorno del Jedi. |
| James Earl Jones (voz)                                                                                  | En los episodios IV - Una nueva esperanza, V - El Imperio Contraataca, VI - El Retorno del Jedi, al final del episodio III - La venganza de los Sith, Rogue One: una historia de Star Wars y en la serie Obi-Wan Kenobi. |
| Sebastian Shaw                                                                                          | En el episodio VI - El Retorno del Jedi, al momento en que Luke le quita la máscara a Vader. |
| Bob Anderson (actor y espadachín que dio vida a Darth Vader en las escenas de duelos con sables de luz) | En los episodios IV - Una nueva esperanza, V - El Imperio Contraataca y VI - El Retorno del Jedi. |
| Hayden Christensen                                                                                      | En episodio III La venganza de los Sith, suplanta el fantasma de Sebastian Shaw en el episodio VI El Retorno del Jedi en el lanzamiento en DVD en 2004 y en la serie Obi-Wan Kenobi.                                     |
| Spencer Wilding                                                                                         | En Rogue One: una historia de Star Wars. |